# Plus One (gruppo musicale)
I Plus One sono un gruppo christian pop statunitense nato nel 2000, sotto contratto con l'etichetta discografica Atlantic Recording Corporation dal 2000 al 2003.

## Storia del gruppo
Il loro primo album, The Promise, è stato pubblicato nel maggio del 2000 vendendo più di 500 000 copie; sono arrivati al primo posto tra le hit i singoli  Written on My Heart  (per due mesi) e  God Is in This Place.
Hanno fatto un tour con molti artisti come Jaci Velasquez, Rachael Lampa e Stacie Orrico. Nel 2001 sono stati nominati al Dove Award come Nuovi Artisti dell'Anno.
Nel 2000 sono apparsi nell'episodio della soap opera  Days of our Lives  per suonare in uno spettacolo. Nell'anno seguente sono anche apparsi nella serie TV  Touched by an Angel  (Band of Angels).
Nel 2002, dopo aver completato il tour del loro secondo album, Obvious, Jeremy Mhire e Jason Perry lasciano il gruppo per motivi personali. Obvious non riscuote il successo che l'Atlantic sperava e nel 2003 il gruppo si slaccia dall'accordo con l'etichetta discografica. Dunque fanno uscire il loro terzo album, Exodus, con la Inpop Records.
Nel 2004, dopo aver completato il loro tour di Ecodus 04, i componenti dei Plus One preferiscono dedicarsi ad altri loro progetti, ragion per cui si sono lasciati.
Dallo scioglimento, Nate Cole e Gabe Combs sono andati dalla rock band Castledoor, formatasi nel settembre del 2004; Nathan Walters invece ha intrapreso una carriera da solista a Nashville.

## Discografia
Album in studio
- 2000 – The Promise
- 2002 – Obvious
- 2002 – Christmas
- 2003 – Exodus

Singoli
- 2000 – Written on My Heart
- 2000 – God Is in This Place
- 2000 – Last Flight Out
- 2001 – Here in My Heart
- 2001 – Soul Tattoo
- 2001 – Run to You
- 2002 – Camouflage
- 2002 – I Don't Care
- 2002 – Let Me Be the One
- 2003 – Be Love
- 2004 – Circle
- 2014 – My All

## Formazione
- Nate Cole (2000 - 2004)
- Gabe Combs (2000 - 2004)
- Jeremy Mhire (2000 - 2002)
- Jason Perry (2000 - 2002)
- Nathan Walters (2000 - 2004)